# Final Battle (2013)
Final Battle (2013) foi um evento pay-per-view transmitido pela internet (iPPV) realizado pela Ring of Honor, que ocorreu no dia 14 de dezembro de 2013 no Hammerstein Ballroom na cidade de Nova Iorque, Nova Iorque. Esta foi a décima segunda edição na cronologia do Final Battle e a quinta em formato de ipay-per-view.
O evento contou com oito lutas no total, tendo também acontecido dois retornos de lutadores a ROH. No primeiro retorno, Matt Hardy derrotou Adam Page. Nas lutas principais, Kevin Steen derrotou Michael Bennett com a estipulação de que o perdedor deveria parar de usar o movimento "Piledriver". Tommaso Ciampa derrotou Matt Taven para conquistar o ROH World Television Championship, reDRagon (Bobby Fish e Kyle O'Reilly) derrotaram Outlaw Inc. (Homicide e Eddie Kingston) para manterem o ROH World Tag Team Championship e Adam Cole derrotou Michael Elgin e Jay Briscoe após a interferência de Hardy para manter o ROH World Championship, sendo que após o combate Chris Hero também fez seu regresso a ROH.

## Antes do evento
Final Battle (2013) teve lutas de wrestling profissional envolvendo diferentes lutadores com rivalidades e storylines pré-determinadas que se desenvolveram no Ring of Honor Wrestling — programa de televisão da Ring of Honor (ROH). Os lutadores interpretaram um vilão ou um mocinho seguindo uma série de eventos para gerar tensão, culminando em várias lutas.

## Resultados
| No.                            | Resultados                                                                                   | Estipulação                                                        | Duração |
| ------------------------------ | -------------------------------------------------------------------------------------------- | ------------------------------------------------------------------ | ------- |
| 1                              | Matt Hardy derrotou Adam Page                                                                | Luta individual                                                    | 07:16   |
| 2                              | Silas Young derrotou Mark Briscoe                                                            | Luta de correias                                                   | 09:15   |
| 3                              | The Young Bucks (Matt e Nick Jackson) derrotaram Adrenaline RUSH (ACH e Tadarius Thomas)     | Luta de duplas                                                     | 12:27   |
| 4                              | Kevin Steen derrotou Michael Bennett (com Maria Kanellis)                                    | Luta de maca O perdedor não poderia mais mais usar o "Piledriver". | 16:42   |
| 5                              | reDRagon (Bobby Fish e Kyle O'Reilly) (c) derrotaram Outlaw Inc. (Homicide e Eddie Kingston) | Luta de duplas pelo ROH World Tag Team Championship                | 14:56   |
| 6                              | Tommaso Ciampa derrotou Matt Taven (c)                                                       | Luta individual pelo ROH World Television Championship             | 04:22   |
| 7                              | Eddie Edwards e B.J. Whitmer derrotaram Roderick Strong e Jay Lethal                         | Luta de duplas                                                     | 16:16   |
| 8                              | Adam Cole (c) derrotou Michael Elgin e Jay Briscoe                                           | Luta Triple Threat pelo ROH World Championship                     | 33:54   |
| (c) - Campeão(s) antes da luta |                                                                                              |                                                                    |         |